# 光年の森
『光年の森』（こうねんのもり・仏: La forêt millénaire）は、日本国の漫画家、谷口ジローが作画したバンドデシネ作品である。

## 概説
谷口ジローは、常々晩年は描きたいものだけを描きたいと考えていた。罹病が判明してからは仕事を大きく減らし、専ら全頁カラーの本作と『いざなうもの』の制作に専念した。2011年にパリの児童書を扱う書店に立ち寄った際に、子供の視点から語られる作品の着想を得ていたという。制作は、『Venice』でも採用した原稿用紙を横長に2枚繋ぎ合わせ見開きで1頁とする手法を用いられ、歿する約2年前の2015年から約1か月前となる2017年1月上旬まで続けられた。途中、フランスの出版社Rue de Sèvresからの出版が決まった。計画された全5章のうち、第1章は完成していたが、第2章は下書きのみが残された。日本での調整は、小学館の小田基行が担った。

## あらすじ
少年が友達と裏山で遊んでいると、まるで森の木々が自分に話しかけているような不思議な声を聞く。

## 単行本
フランス語
- La forêt millénaire. Rue de Sèvres. (2017-09-27). ISBN 978-2-36981532-7[7]

日本語
- 『光年の森』小学館、2017年12月11日。ISBN 978-4-09-179238-9。[8]

イタリア語
- La foresta millenaria. Hiroshige. Oblomov Edizioni. (2018-03-01). ISBN 978-88-85621-21-3[9]
- La foresta millenaria. Hiroshige (Edizione Deluxe ed.). Oblomov Edizioni. (2018-03-09). ISBN 978-88-85621-49-7[10]

スペイン語
- El bosque milenario. Ponent Mon. (2018). ISBN 978-84-92444-74-8[11]

ドイツ語
- Im Jahrtausendwald. Carlsen Verlags. (2018-10-02). ISBN 978-3-551-72810-4[12]

中国語
- 『光年之森』大塊文化出版、2020年7月1日。ISBN 978-986-540688-2。[13]

## 脚註